# Hemimacronyx chloris
Hemimacronyx chloris là một loài chim trong họ Motacillidae.